# Al-Zahrawi
Abu Al-Qassim Khalaf ibn (al-) Abbas al Zahrawi sau Abulcasis (n. 936 d.Hr., Madinat Al-Zahra⁠(d), Andaluzia, Spania – d. 1013, Córdoba, Andaluzia, Spanian) (în arabă, خلف بن العباس الزهراوي) a fost medic, chirurg, chimist, cosmetician arab. Este considerat unul dintre fondatorii chirurgiei moderne.

## Biografie
Abulcasis s-a născut la El-Zahra, localitate situată astăzi la opt kilometri de Córdoba, aparținând pe atunci de Al-Andalus (teritoriu deținut de musulmani în Peninsula Iberică). Era membru al tribului Ansar, care se stabilise în Peninsulă. 
Și-a petrecut cea mai mare parte a vieții în El-Zahra, în perioada domniei califilor umayyazi Abd ar-Rahman III. și Al-Hakam II. Aici a studiat, a predat și a practicat medicina.
Numele său este menționat pentru prima dată de filozoful medieval Ibn Hazm (993 - 1064) care îl considera drept unul din marii medici ai Spaniei maure.

## Opera

### Al-Tasrif
"Kitab al-Tasrif", cea mai importantă lucrare a lui Al-Zahrawi, publicată în anul 1000, este un tratat care cuprinde o gamă largă de domenii medicale, printre care  stomatologie și obstetrică. Sunt sistematizate aici informații adunate de-a lungul a 50 de ani de studiu și practică medicală. Aici apar descrieri anatomice detaliate, o clasificare a bolilor, informații privind alimentația. Printre alte domenii medicale, mai putem enumera: oftalmologie, ortopedie, farmacologie și chirurgia, căreia i-a dedicat un amplu spațiu.
Din rândurile acestui tratat reiese atenția deosebită pe care Abu Al-Qasim o acordă relației medic - pacient. Marele medic arab consideră că pacienții trebuie tratați și respectați indiferent de statutul lor social. Cu același respect și prețuire vorbește despre studenții săi, pe care îi numește "copiii mei".
Al-Zahrawi încurajează observarea atentă, experimentul, efectuarea disecțiilor fiind un adept al empirismului promovat de Hippocrate și Galenus.
Această carte a fost tradusă în latină, în secolul al XII-lea, de Gerard de Cremona (c. 1114 - 1187), celebru traducător al operelor arabe, devenind lucrare de referință pentru medicina europeană de mai târziu, menținându-și influența timp de 600 de ani, până în secolul al XVII-lea, fiind cunoscută sub numele latin Concessio ei data qui componere haud valet. Astfel, medicul francez Guy de Chauliac (c. 1300 - 1368), în lucrarea sa Chirurgia magna, citează în mai multe rânduri celebrul tratat arab.
În secolul al XV-lea, numeroși medici italieni, cum ar fi Mathieu de Grandibus și Arduinis de Passaro, fac referiri la această lucrare.
Influența acesteia s-a menținut și în zona orientală. Astfel medicul și chirurgul turc Șerafeddin Sabuncuoğlu (1385 - 1468) întocmește celebrul său atlas medical bazat pe tratatul lui Al-Zahrawi.
O altă traducere a lucrării este cea efectuată în ebraică de Shem-Tob ben Isaac de Tortosa, medic evreu - provensal de la începutul secolului al XIII-lea.

### Contribuții în chirurgie

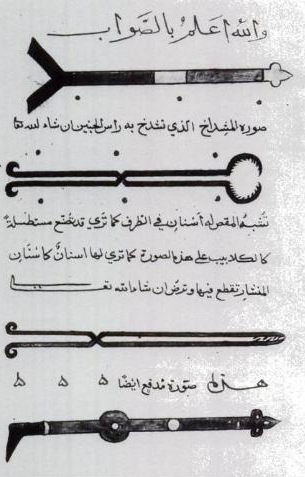
Instrumente chirurgicale descrise în Kitab al-Tasrif (secolul al XI-lea)

Elemente novatoare introduce de Al-Qassim în chirurgie:
- În partea finală a tratatului Al-Tasrif, Al-Zahrawi men‏ționează un adevărat arsenal de scule și dispozitive chirurgicale, numărul lor ajungând la aproape 200,[11] cum ar fi: forceps, ace chirurgicale, cârlige, spatule, scalpel, fierăstraie pentru oase, chiuretă, retractor etc.[12] Aceste instrumente aveau ca scop:
  - examinarea interiorului uretrei
  - îndepărtarea corpurilor străine din cavitatea laringială
  - examinarea urechii.

- Utilizarea firului de catgut pentru suturi chirurgicale. Acesta, în comparație cu alte tipuri de fire, este bine tolerat de organism și nu produce infec‏ții sau hemoragii. Medicina europeană a început să-l utilizeze abia prin secolul al XIX-lea.[13]

- Descrierea a ceea ce mai târziu va fi denumită "metoda lui Kocher" pentru refacerea umerilor dizlocați și "poziția Walcher" în cazul obstetricii.

- Descrierea modului de efectuare a ligaturii vaselor sanguine, cu mult înaintea lui Ambroise Paré (c. 1510 - 1590).

- Prezintă caracterul ereditar al hemofiliei[14]

- Utilizarea forcepsului pentru extracția fetușilor neviabili.

- Aplicarea cauterizării rănilor și a arterelor deschise. Totuși în cazul sângerării, insistă asupra aplicării ligaturii vaselor sangvine.

- Utilizarea bandajul-plasture pentru îngrijirea rănilor[15] și a feșelor și pansamentelor de bumbac[16] pentru controlul hemoragiilor.

- Utilizarea scalpelului pentru extracția pietrelor de la rinichi sau din vezică.

- Contribuții la dezvoltarea chirurgiei plastice, care nu mai evoluase de pe vremea lui Susruta. Dovedește îndemânare chirurgicală în tratarea ginecomastiei și ajunge să efectueze operații de mamoplastie.

- Indică metode de replantare a dinților dizlocați.[17]

- Practică anestezia înaintea efectuării intervențiilor chirurgicale, prin inhalarea de către pacient a vaporilor halucinogeni produși de lichidul (de obicei alcool) în care era înmuiat un burete aplicat pe fața acestuia. Alături de Ibn-Zuhr, este considerat unul din promotorii anesteziologiei islamice și a celei moderne.[18]

- Se ocupă și de neurochirurgie și craniotomie, ca tratament chirurgical al tulburărilor mintale.

## Alte domenii

### Farmacologie
Într-o altă lucrare a sa, Liber Servitoris, Abu al-Qasim al-Zahrawi se dovedește a fi un pionier în domeniul preparării substanțelor medicale prin sublimare și distilare. Din substanțe simple, realizează medicamente complexe, descrise cu multă minuțiozitate în Al-Tasrif.

### Cosmetică
Capitolul 19 al tratatului Al-Tasrif este dedicat cosmeticii. Abulcasis o consideră o ramură a medicinii, pe care o denumește Adwiyat al-Zinah ("Medicina frumuseții"). Aici se ocupă de oparfumuri, uleiuri volatile și alte substanțe aromate, conținute în sticluțe și cutii speciale, precursorii deodorantelor și lipstick-urilor de mai târziu.